# Alpine Skiweltmeisterschaften 1991
Die 31. Alpinen Skiweltmeisterschaften fanden vom 22. Januar bis 3. Februar 1991 im österreichischen Wintersportort Saalbach-Hinterglemm statt.

## Auswahl des Austragungsortes
Anfang Dezember 1985 wurde die Gründung des Vereins „Kandidatur Saalbach-Hinterglemm“ bekannt. Am 11. Juni 1988 konnte sich diese Skiregion bereits im ersten Wahlgang beim 36. FIS-Kongress in Istanbul durchsetzen.

## Programm
| Tag        | Ort         | Wettbewerb           | Zeit             |
| ---------- | ----------- | -------------------- | ---------------- |
| 21. Januar | Anreisetag  | Anreisetag           | Anreisetag       |
| Herren     |             |                      |                  |
| 22. Januar | Hinterglemm | Slalom               | 10 und 13 Uhr    |
| 23. Januar | Hinterglemm | Super-G              | 12:30 Uhr        |
| 27. Januar | Hinterglemm | Abfahrt              | 12:30 Uhr        |
| 28. Januar | Hinterglemm | Kombinations-Abfahrt | 12:30 Uhr        |
| 30. Januar | Hinterglemm | Kombinations-Slalom  | 10 und 13 Uhr    |
| 3. Februar | Saalbach    | Riesenslalom         | 10 und 13:30 Uhr |
| Damen      |             |                      |                  |
| 25. Januar | Saalbach    | Kombinations-Abfahrt | 12:30 Uhr        |
| 26. Januar | Saalbach    | Abfahrt              | 12:30 Uhr        |
| 29. Januar | Hinterglemm | Super-G              | 12:30 Uhr        |
| 31. Januar | Saalbach    | Kombinations-Slalom  | 10 und 13 Uhr    |
| 1. Februar | Saalbach    | Slalom               | 10 und 13 Uhr    |
| 2. Februar | Saalbach    | Riesenslalom         | 10 und 13 Uhr    |

Die FIS musste vom ursprünglichen, laut Reglement vorgesehenen Nennungsschluss (18 Tage vor Weltmeisterschaftsbeginn), das war der 3. Januar, abweichen und setzte diesen für den 20. Januar, 16 Uhr, fest.

## Eröffnung
Wegen der Sicherheitsbedenken gab es zwar keine Eröffnungsfeier, jedoch wurden die Weltmeisterschaften am Morgen des 22. Januar im Stadion „Zwölferkogel“ in Hinterglemm vor dem Start des Herrenslaloms offiziell durch Bundespräsident Kurt Waldheim eröffnet, wobei lediglich das reine Protokoll erfüllt wurde. Weitere kurze Ansprachen wurden vom Saalbacher Bürgermeister Peter Mitterer, dem Salzburger Landeshauptmann Hans Katschthaler, den für den Sport zuständigen Gesundheitsminister Harald Ettl und FIS-Präsident Marc Hodler gehalten, welche sich alle eine sportliche und angesichts der angespannten politischen Situation eine friedliche Veranstaltung wünschten. Die Reden von Waldheim und Ettl waren sogar auf je zwei Minuten reduziert. – Die einzig kleine Auflockerung war der Einmarsch einer kleinen Abordnung aus Vail, dem Ausrichter der vorangegangenen Weltmeisterschaften, welche die FIS-Fahne mitbrachte, verbunden mit dem Abspielen der FIS-Hymne. Besucher waren mit Transparenten mit der Aufschrift „Give Peace a Chance“ anwesend.

## Golfkrieg
Die Weltmeisterschaften standen (vor allem österreichintern) im Zeichen des Todes von Gernot Reinstadler, in dessen Gedenken am 20. Januar am WM-Center die Fahnen auf halbmast gesetzt wurden. Während die Speedfahrer ihr Programm etwas später zu absolvieren hatten und sie daher zum Begräbnis des Verunglückten am 22. Januar „normal“ anreisten, wurde für die Slalomläufer eine Luftbrücke eingerichtet, damit sie nach Beendigung ihrer Läufe noch nach Jerzens kommen konnten.
Es hatte aber auch der am 16. Januar begonnene zweite Teil des „Zweiten Golfkrieges“ („Desert Storm“ oder „Gulf War“) eine mehrfache Auswirkung auf die gegenständlichen Weltmeisterschaften, was sich bereits darin dokumentierte, dass eine Eröffnungsfeier aus Sicherheitsgründen nicht stattfand (es gab aber eine formelle Eröffnung – siehe dazu den betreffenden Beitrag). Aussendungen seitens der staatlichen Stellen sprachen für die Gewährleistung der Sicherheit, vor allem für die Mannschaft der Vereinigten Staaten. Für diese waren die Quartiere im Hotel „Kendler“ (wo Ex-Skirennläufer Hans Enn der Geschäftsführer war) und im „Tirolerhof“ in Hinterglemm vorbereitet, doch das Team traf verspätet am 23. Januar ein. (Vorerst waren die US-Amerikaner aus Wengen in Richtung Heimat abgereist. Am 20. Januar hatte dann die US-Ski-Association 21 Athletinnen/Athleten nominiert, offensichtlich auch deshalb, weil Präsident George Bush für eine Teilnahme plädiert hatte.) Es war von der Sicherheitsdirektion des Landes Salzburg eine Sicherheitstruppe abgestellt worden, der österreichische Innenminister Franz Löschnak kündigte an, dass jede(r) US-Läufer(in) von Sicherheitsbeamten begleitet werden sollen. US-Delegationschef Howard Pedersen lobte nach Ende der Weltmeisterschaften die Sicherheitsvorkehrungen.
Die Teilnahme des US-Teams hatte zudem gewichtigen Einfluss auf das Budget des Veranstalters. Denn der US-TV-Gigant ABC hatte sich wegen Fehlens der US-Fahrer ausgeblendet, lediglich der US-Sportkanal „ESPN“ blieb dran – wäre das nicht geschehen, hätte es eine finanzielle Einbuße von 15 Mio. Schilling gegeben.

## Erste Pressekonferenz, Geld- und Geschäftsfragen
- Schon am 6. November 1989 lud das Organisationskomitee zu einer Pressekonferenz, in welcher Generalsekretär Hans Fürstauer das Budget mit 137,8 Millionen Schilling bezifferte. Von einer 350.000 Quadratmeter großen Parkfläche in Maishofen waren 120 Groß-Shuttlebusse zum Nulltarif zum Weltmeisterschaftsort eingerichtet; im Glemmtal selbst waren 50 bis 60 Kleinbusse vorgesehen. Die Bergbahnen hatten für 1989 noch 200 Millionen Schilling in Neu- und Ausbauten der Liftanlagen veranschlagt.[13]
- Bei der bereits am 17. Januar für die Medienvertreter erfolgten Öffnung des Pressezentrum gab der Präsident des Organisationskomitees, Hannes Fürstauer, bekannt, dass sich das Gesamtbudget auf 660 Mio. Schilling (ca. 94,5 Mio. DM/82,5 Mio. CHFr) beläuft und der Hauptanteil von 340 Mio. vom Land Salzburg und der Republik für verkehrsentlastende Maßnahmen, 180 Mio. von der Bergbahngesellschaft und 140 Mio. als Weltmeisterschafts-Budget beigetragen wurden.[14]
- Die Endabrechnung soll ein Defizit von 40 Mio. Schilling ergeben haben. Es war vom Veranstalter zwar mitgeteilt worden, dass 200.000 Besucher gekommen wären, doch dürften nur bei 90.000 auch bezahlt haben, da in die Besucherzahl auch jeweils die „Gratisbesucher“ (es habe insgesamt 9.000 diverse Akkreditierungen gegeben, die bei zwölf Veranstaltungen eine Summe von 108.000 betragen hätten) inkludiert waren.
Vom Fernsehen her hatten weltweit 250 Millionen Personen den Herren-Abfahrtslauf gesehen.[15]
Finanzielle Turbulenzen hatten sich auch dadurch ergeben, dass die vom Organisationskomitee mit der Werbeagentur „Saatchi & Saatchi“ abgeschlossenen Verträge auf US-$-Basis beruhten, der Kurs der US-Währung jedoch gefallen war, so dass aus den umgerechneten 90 Mio. Schilling nur 67 Mio. Schilling wurden. Eine kleine Linderung trug Generalsponsor „Audi“ mit einem Zuschuss von 5 Mio. Schilling für den Kauf diverser Werberechte ein.
- Die Brau-AG hoffte auf eine Umsatzsteigerung von 25 %. Sie setzte jährlich 800.000 Liter Bier im Pinzgauer Tal um.[16]

## Erwähnenswertes
- Diese Weltmeisterschaften galten als die „sonnigsten“ seit langem, was sogar dazu führte, dass alle Abfahren wegen der zunehmenden Sonneneinstrahlung um eineinhalb Stunden vorverlegt wurden. Bezüglich der Herrenabfahrt sträubte sich der Veranstalter vorerst, weil es dadurch u. a galt, die Fahrpläne der vielen Zubringer-Verkehrsmittel anzupassen. Es hieß, dass diese Änderung, verbunden mit den Begleitmaßnahmen (die Abfahrt fand am Sonntag statt), auch die Besucherzahlen sinken lassen würde. Die Fahrer übten jedoch heftige Kritik, führten an, dass der Schnee zu weich und daher gefährlich werden würde, was schon einige schwere Stürze im Training gezeigt hätten. Der mit Nr. 36 gefahrene Lasse Kjus hatte bei einem Sturz vier Zähne eingebüßt. Lars-Börje Eriksson (Nr. 38) hatte eine Schuhrandprellung erlitten und musste im Krankenhaus von Zell am See operiert werden.[17] Hinsichtlich des Themas „Sonne“ kommentierte FIS-Präsident Hodler dieses Phänomen dahingehend, dass es auf der Erde nur zwei Plätze gibt, wo immer die Sonne scheint, hier und in der Wüste Sahara.[18]
- Es gelangen zwei Titelverteidigungen (Damen-Super-G und Herren-Riesenslalom).
- Der bis zu diesem Zeitpunkt kaum in Erscheinung getretene Stephan Eberharter avancierte mit zwei Goldmedaillen zum „großen Gewinner“ dieser Weltmeisterschaften.
- Petra Kronberger galt auch als Mitfavoritin für die Kombination, in welcher sie vorerst in der Abfahrt Zweite geworden war, und auch für weitere Bewerbe. Durch die bei ihrem Sturz im Super-G erlittene Verletzung konnte sie aber zu keinem dieser Rennen mehr antreten.
- Die Goldmedaille im Riesenslalom für Rudolf Nierlich bedurfte erst der nachträglichen Bestätigung durch die FIS-Gremien, da der Österreicher mit einem Rennanzug gefahren war, auf dem die Prüfplombe fehlte (diese war offensichtlich verloren gegangen). Eine Überprüfung des Anzuges ergab aber keine Beanstandung.

## Sonstiges
- Diverse Ski-Exoten (aus Costa Rica, Zypern, Guatemala und von den Virgin Islands, deren Läuferin Seba Johnson der in Fachkreisen bekannte „Star“ war) hatten sich zu einer Trainingsgemeinschaft zusammengeschlossen und trainierten unter der Leitung des Wiener Sportprofessors Wolfgang Grafenberger vom 7. bis 19. Januar in Zauchensee, wo auch ab 15. Januar die „Flachländer-Skimeisterschaften“ stattfanden.[19]
- Auf Grund seiner Trainingsleistungen war Helmut Höflehner der erklärte Favorit für die Spezialabfahrt,[20] jedoch dürfte ihm seine Nervosität einen Streich gespielt haben. Er überkreuzte beim Start die Skier, wollte die verlorene Zeit aufholen, was in seinem Ausscheiden endete.[21] Eine Panne unterlief Heinz Prüller bei der Reportage im ORF-Radio, der (möglicherweise in seinen Unterlagen kramend) Höflehners Startprobleme übersehen hatte und einigermaßen unwissend über den (recht kurzen) Lauf des Steirers berichtete.
- Alberto Tomba als Doppel-Olympiasieger 1988 kam erneut nicht zu einer Goldmedaille; er blieb (wie auch 1989) überhaupt medaillenlos – im Slalom Vierter, im Riesenslalom mit Bestzeit nach dem ersten Lauf (0,27 s vor Nierlich) im zweiten Durchgang beim achten Tor mit der Hand eingehängt. Damit befand sich bezüglich Weltmeisterschaften nur die 1987 überraschend geholte Riesenslalom-Bronzemedaille in seinem Besitz.
- Bereits während der Weltmeisterschaften wurde bekannt, dass Karl Frehsner nach Ende des Championats den Schweizer Verband verlässt, womit ein neunmonatiger Streit zwischen ihm und dem SSV-Leistungssportchef Paul Berlinger zu Ende ging. Vorerst hieß es, er werde Berater von Franz Heinzer,[22][23][24] doch kurz nach der Trennung vom SSV wurde er vom Weltskiverband engagiert (siehe dazu Näheres im Artikel über die Weltcupsaison 1990/91).
- Hans Enn war beim Damenslalom als Vorfahrer mit einer Kopfhelmkamera eingesetzt, die er beim Touchieren mit einer Torstange zertrümmerte, womit ein Schaden von ca. 28.500 DM (25.000 CHFr/200.000 S) entstand.[25]

## Sportliche Aspekte
- Für den Herren-Riesenslalom hatten die 15 besten Fahrer schon am 16. Januar die Kurssetzer wählen dürfen, wobei sie den nunmehrigen Schwedentrainer Peter Endras aus Deutschland und den Schweizer Didier Bonvin erkoren. Für den Slalom sollten diese Personen am 19. Februar erneut auf diese Weise bestimmt werden, doch nahm die FIS-Jury (inkl. des Kombinationsslaloms) die Besetzung von sich aus mit dem Slowenen in Diensten des norwegischen Verbandes, Alex Gartner, und Gustav Thöni bzw. Gartners Bruder Filip (der in Diensten des ÖSV stand) und Rainer Mutschlechner vor. Dagegen protestierte ÖSV-Cheftrainer Hans Pum.[26][27]
- Die US-Damen nahmen an der Abfahrt nicht teil; sie starteten erst im Super-G. Von ihren männlichen Kollegen sagte Abfahrer AJ Kitt: „Ich fahre hier für die Boys am Golf.“[28]
- Kombinationen: Die Punkteberechnung richtete sich vorerst nach der Laufzeit der/des jeweiligen Fahrerin/Fahrers (A) und der Zeit der/des jeweiligen Führenden (B), wobei die Zeit A durch die Zeit B zu dividieren war. Vom Quotienten war die Zahl Eins abzuziehen und der Rest mit einer Fixgröße (570 im Slalom und 1.070 in der Abfahrt) zu multiplizieren, sodass es während des Rennens selbst immer wieder Veränderungen geben konnte. (Da bei der Division der/des letztlich Ersten/s durch die Siegerzeit automatisch der Quotient Eins lautete – und diese Eins zu subtrahieren war, ergab sich (weil „null mal 570 oder mal 1.070“ trotzdem Null ergibt) die Endnote Null.
 Etwas überraschend war bei den Herren die plötzlich zustandegekommende Silbermedaille für Kristian Ghedina (Günther Mader und Paul Accola hatten sich in Interviews über die Ränge 2 und 3 schon erfreut gezeigt), doch hatte alles seine Richtigkeit gehabt.[29]
 Es wurden der Slalom einerseits und die Abfahrt andererseits jeweils nach den aktuellen Weltcupstartlisten (WCSL) unter Berücksichtigung der teilnehmenden Fahrerinnen/Fahrer mit Fünfzehner-Gruppen aus diesen Listen ausgelost. So war es nicht verwunderlich, dass vor allem bei den Herren in der Slalomgruppe 1 einige eher unbekannte Namen (darunter zwei Spanier, wobei die Start-Nr. 1, Ricardo Galindo-Campos, sogar auf Rang 7 fuhr) aufschienen.
 Im Herren-Kombinationsslalom waren Girardelli mit Nr. 4, Accola (Nr. 5), Mader (Nr. 11) und Eberharter (Nr. 14) die Bekanntesten. Bei den Damen waren es Schneider (1), Coberger (2), Stöckl (3), May (4), Bournissen (5), Guignard (6), H. Zurbriggen (9), Vogt (10).
- Eine schon am 30. Januar gezogene Zwischenbilanz durch DSV-Sportdirektor Hermann Weinbuch (es waren 22 Aktive und 30 Betreuer akkreditiert) sprach von einer Enttäuschung auf Grund der guten Leistungen der Damen im Vorfeld dieser Titelkämpfe. Der Verband hoffte auf das Nachwuchstalent Katja Seizinger. Weinbuch wollte aber noch kein endgültiges Urteil abgeben. Eine andere schlechte Nachricht hatte es schon am 29. Januar gegeben, als Katharina Gutensohn im Super-G gestürzt war und einen Außenband- und Meniskusriss im linken Knie erlitten hatte.[30][31]
- FIS-Generalsekretär Kasper kündigte angesichts der Probleme um die Abfahrten an, keine Weltmeisterschaftsabfahrt ohne Generalprobe zu genehmigen. Bewährt hätte sich bei diesen Abfahrten das Zwei-Minuten-Startintervall.[32]
- Kritikpunkte waren (laut „Tagesanzeiger Zürich“ unter dem Titel „Die sonnigste WM aller Zeiten“) die Hänge für den Slalom und Riesenslalom der Damen sowie die Arbeitsbedingungen der schreibenden Presse.[33]
- In einer Reihung der Skimarken lag Atomic mit 3 Gold-, 3 Silber- und 2 Bronzemedaillen voran; es folgten Fischer (2-3-1) und Rossignol (2-1-3).[34]

## Herren

### Abfahrt
| Platz | Land | Sportler               | Zeit        |
| ----- | ---- | ---------------------- | ----------- |
| 1     | SUI  | Franz Heinzer          | 1:54,91 min |
| 2     | ITA  | Peter Runggaldier      | 1:55,16 min |
| 3     | SUI  | Daniel Mahrer          | 1:55,57 min |
| 4     | AUT  | Leonhard Stock         | 1:55,90 min |
| 5     | NOR  | Jan Einar Thorsen      | 1:56,06 min |
| 6     | NOR  | Atle Skårdal           | 1:56,11 min |
| 7     | AUT  | Patrick Ortlieb        | 1:56,17 min |
| 8     | SUI  | William Besse          | 1:56,21 min |
| -     | -    | -                      | -           |
| 10    | AUT  | Peter Wirnsberger      | 1:56,59 min |
| 12    | GER  | Berni Huber            | 1:56,89 min |
| 13    | GER  | Hannes Zehentner       | 1:57,00 min |
| 18    | GER  | Martin Fiala           | 1:57,08 min |
| 19    | SUI  | Xavier Gigandet        | 1:57,35 min |
| 21    | GER  | Hansjörg Tauscher      | 1:57,46 min |
| 24    | GER  | Markus Wasmeier        | 1:58,21 min |
| 37    | LIE  | Markus Foser           | 2:00,25 min |
| 51    | MEX  | Hubertus von Hohenlohe | 2:07,58 min |

Titelverteidiger: Hansjörg Tauscher (GER)

Datum: 27. Januar, 11:00 Uhr

Piste: „Schneekristall“

Länge: 2990 m, Höhenunterschied: 920 m

Tore: 42
Am Start waren 61 Läufer, 54 von ihnen erreichten das Ziel.
Ausgeschieden u. a.: Luc Alphand (FRA), Kristian Ghedina (ITA), Helmut Höflehner (AUT)

### Super-G
| Platz | Land | Sportler               | Zeit        |
| ----- | ---- | ---------------------- | ----------- |
| 1     | AUT  | Stephan Eberharter     | 1:26,73 min |
| 2     | NOR  | Kjetil André Aamodt    | 1:28,27 min |
| 3     | FRA  | Franck Piccard         | 1:28,55 min |
| 4     | NOR  | Ole Kristian Furuseth  | 1:28,93 min |
| 5     | SWE  | Johan Wallner          | 1:28,96 min |
| 6     | SUI  | Steve Locher           | 1:29,06 min |
| 7     | SUI  | Martin Hangl           | 1:29,13 min |
| 8     | SUI  | Urs Kälin              | 1:29,32 min |
| -     | -    | -                      | -           |
| 10    | SUI  | Franz Heinzer          | 1:29,42 min |
| 12    | AUT  | Günther Mader          | 1:29,60 min |
| 13    | GER  | Markus Wasmeier        | 1:29,71 min |
| 15    | GER  | Hansjörg Tauscher      | 1:29,88 min |
| 19    | AUT  | Helmut Mayer           | 1:30,29 min |
| 20    | LIE  | Günther Marxer         | 1:30,41 min |
| 22    | AUT  | Hubert Strolz          | 1:30,63 min |
| 26    | GER  | Hannes Zehentner       | 1:31,35 min |
| 33    | LIE  | Daniel Vogt            | 1:33,11 min |
| 56    | MEX  | Hubertus von Hohenlohe | 1:41,27 min |

Titelverteidiger: Martin Hangl (SUI)

Datum: 23. Januar, 12:30 Uhr

Piste: „Schneekristall“

Länge: 2059 m, Höhenunterschied: 658 m

Tore: 43
Am Start waren 112 Läufer, 68 von ihnen erreichten das Ziel.
Ausgeschieden u. a.: Paul Accola (SUI), Luc Alphand (FRA), Marco Büchel (LIE), Lars-Börje Eriksson (SWE), Mitja Kunc (YUG), Fredrik Nyberg (SWE), Ed Podivinsky (CAN), Josef Polig (ITA)

### Riesenslalom
| Platz | Land | Sportler              | Zeit        |
| ----- | ---- | --------------------- | ----------- |
| 1     | AUT  | Rudolf Nierlich       | 2:29,94 min |
| 2     | SUI  | Urs Kälin             | 2:30,29 min |
| 3     | SWE  | Johan Wallner         | 2:30,73 min |
| 4     | NOR  | Ole Kristian Furuseth | 2:31,03 min |
| 5     | LUX  | Marc Girardelli       | 2:31,72 min |
| 6     | YUG  | Mitja Kunc            | 2:31,89 min |
| 7     | SUI  | Michael von Grünigen  | 2:32,07 min |
| 8     | NOR  | Didrik Marksten       | 2:32,24 min |
| 9     | AUT  | Konrad Walk           | 2:33,02 min |
| 10    | GER  | Tobias Barnerssoi     | 2:33,14 min |
| -     | -    | -                     | -           |
| 14    | AUT  | Günther Mader         | 2:33,76 min |
| 15    | GER  | Armin Bittner         | 2:33,88 min |
| 16    | SUI  | Martin Knöri          | 2:33,96 min |
| 17    | AUT  | Stephan Eberharter    | 2:34,14 min |
| 20    | AUT  | Helmut Mayer          | 2:34,92 min |
| 21    | GER  | Peter Roth            | 2:35,36 min |
| 24    | LIE  | Günther Marxer        | 2:36,78 min |
| 32    | LIE  | Robert Büchel         | 2:40,63 min |

Titelverteidiger: Rudolf Nierlich (AUT)

Datum: 3. Februar, 10:00 Uhr (1. Lauf), 13:30 Uhr (2. Lauf)

Piste: „Vorderglemm/Spielberg“

Länge: 1450 m, Höhenunterschied: 400 m

Tore: 60 (1. Lauf), 60 (2. Lauf)
Am Start waren 106 Läufer, 72 von ihnen erreichten das Ziel.
Ausgeschieden u. a.: Kjetil André Aamodt (NOR), Paul Accola (SUI), Marco Büchel (LIE), Lars-Börje Eriksson (SWE), Lasse Kjus (NOR), Fredrik Nyberg (SWE), Ed Podivinsky (CAN), Jan Einar Thorsen (NOR), Alberto Tomba (ITA)

### Slalom
| Platz | Land | Sportler               | Zeit        |
| ----- | ---- | ---------------------- | ----------- |
| 1     | LUX  | Marc Girardelli        | 1:55,38 min |
| 2     | AUT  | Thomas Stangassinger   | 1:55,96 min |
| 3     | NOR  | Ole Kristian Furuseth  | 1:56,00 min |
| 4     | ITA  | Alberto Tomba          | 1:56,24 min |
| 5     | SWE  | Thomas Fogdö           | 1:57,25 min |
| 6     | GER  | Armin Bittner          | 1:57,48 min |
| 7     | FRA  | Patrice Bianchi        | 1:57,49 min |
| 8     | NOR  | Finn Christian Jagge   | 1:57,83 min |
| 9     | GER  | Peter Roth             | 1:58,25 min |
| -     | -    | -                      | -           |
| 11    | SUI  | Paul Accola            | 1:59,22 min |
| 13    | AUT  | Günther Mader          | 1:59,56 min |
| 14    | AUT  | Bernhard Gstrein       | 2:00,75 min |
| 15    | GER  | Bernhard Bauer         | 2:01,19 min |
| 46    | MEX  | Hubertus von Hohenlohe | 2:35,24 min |

Titelverteidiger: Rudolf Nierlich (AUT)

Datum: 22. Januar, 10:00 Uhr (1. Lauf), 13:00 Uhr (2. Lauf)

Piste: „Wiesern/Bärfeld“

Länge: 550 m, Höhenunterschied: 215 m

Tore: 68 (1. Lauf), 69 (2. Lauf)
Am Start waren 123 Läufer, 52 von ihnen erreichten das Ziel.
Nach dem ersten Lauf hatte Girardelli in 57,96 s geführt, Tomba war mit 0,21 s Rückstand auf Rang 2 gelegen (doch im zweiten Lauf fuhr er nur die siebte Zeit); Stangassinger war Fünfer (Rückstand 0,68 s) und Furuseth Siebter (Rückstand 0,96 s)
Ausgeschieden u. a.: Marco Büchel (LIE), Michael von Grünigen (SUI), Steve Locher (SUI), Rudolf Nierlich (AUT), Jonas Nilsson (SWE), Tetsuya Okabe (JPN), Michael Tritscher (AUT), Johan Wallner (SWE)

### Kombination
| Platz | Land | Sportler           | Zeit A        | Zeit S        | Punkte |
| ----- | ---- | ------------------ | ------------- | ------------- | ------ |
| 1     | AUT  | Stephan Eberharter | 1:44,08 (9.)  | 1:33,87 (1.)  | 16,28  |
| 2     | ITA  | Kristian Ghedina   | 1:42,52 (1.)  | 1:38,22 (11.) | 26,41  |
| 3     | AUT  | Günther Mader      | 1:44,56 (11.) | 1:34,90 (4.)  | 27,54  |
| 4     | SUI  | Paul Accola        | 1:45,22 (18.) | 1:34,19 (2.)  | 29,58  |
| 5     | SUI  | Steve Locher       | 1:45,70 (23.) | 1:35,49 (6.)  | 43,03  |
| 6     | AUT  | Hubert Strolz      | 1:46,31 (26.) | 1:34,65 (3.)  | 44,30  |
| 7     | ITA  | Peter Runggaldier  | 1:43,59 (4.)  | 1:40,05 (13.) | 48,40  |
| 8     | NOR  | Didrik Marksten    | 1:46,72 (31.) | 1:36,12 (8.)  | 57,50  |
| -     | -    | -                  | -             | -             | -      |
| 11    | GER  | Hansjörg Tauscher  | 1:44,01 (6.)  | 1:43,18 (20.) | 72,08  |
| 13    | SUI  | Xavier Gigandet    | 1:44,78 (13.) | 1:42,38 (17.) | 75,26  |
| 14    | GER  | Martin Fiala       | 1:44,92 (16.) | 1:42,99 (19.) | 80,43  |
| 21    | LIE  | Marco Büchel       | 1:49,30 (40.) | 1:41,47 (15.) | 116,91 |

Titelverteidiger: Marc Girardelli (LUX)

Datum: 28. Januar, 11:00 Uhr (Abfahrt)
30. Januar, 10:00 Uhr / 13:00 Uhr (Slalom)
Abfahrtsstrecke: „Schneekristall“

Streckenlänge: 2655 m, Höhenunterschied: 825 m

Tore: 37
Slalomstrecke: „Wiesern/Perfeld“

Länge: 480 m, Höhenunterschied: 180 m

Tore: 58 (1. Lauf), 56 (2. Lauf)
Am Start waren 72 Läufer, 33 klassierten sich.
Ausgeschieden u. a.: William Besse (SUI), AJ Kitt (USA), Marc Girardelli (LUX), Josef Polig (ITA), Jan Einar Thorsen (NOR), Markus Wasmeier (GER)

## Damen

### Abfahrt
| Platz | Land | Sportlerin           | Zeit        |
| ----- | ---- | -------------------- | ----------- |
| 1     | AUT  | Petra Kronberger     | 1:29,12 min |
| 2     | FRA  | Nathalie Bouvier     | 1:29,56 min |
| 3     | URS  | Swetlana Gladyschewa | 1:29,63 min |
| 4     | SUI  | Chantal Bournissen   | 1:29,72 min |
| 5     | GER  | Katja Seizinger      | 1:29,89 min |
| 6     | AUT  | Sabine Ginther       | 1:29,97 min |
| 7     | CAN  | Kerrin Lee-Gartner   | 1:30,02 min |
| 8     | GER  | Katharina Gutensohn  | 1:30,23 min |
| 9     | AUT  | Barbara Sadleder     | 1:30,31 min |
| -     | -    | -                    | -           |
| 11    | GER  | Michaela Gerg        | 1:30,48 min |
| 12    | GER  | Miriam Vogt          | 1:30,56 min |
| 16    | AUT  | Veronika Wallinger   | 1:31,02 min |
| 18    | SUI  | Heidi Zurbriggen     | 1:31,14 min |
| 21    | SUI  | Romaine Fournier     | 1:32,09 min |
| 29    | SUI  | Marlis Spescha       | 1:32,77 min |

Titelverteidigerin: Maria Walliser (SUI) (Karriere beendet)

Datum: 26. Januar, 11:00 Uhr

Piste: „Aster“

Länge: 2362 m, Höhenunterschied: 730 m

Tore: 33
Am Start waren 35 Läuferinnen, 34 von ihnen erreichten das Ziel.

### Super-G
| Platz | Land | Sportlerin         | Zeit        |
| ----- | ---- | ------------------ | ----------- |
| 1     | AUT  | Ulrike Maier       | 1:08,72 min |
| 2     | FRA  | Carole Merle       | 1:08,83 min |
| 3     | AUT  | Anita Wachter      | 1:08,85 min |
| 4     | SUI  | Zoë Haas           | 1:09,07 min |
| 5     | SUI  | Chantal Bournissen | 1:09,26 min |
| 6     | AUT  | Petra Kronberger   | 1:09,29 min |
| 7     | AUT  | Sylvia Eder        | 1:09,41 min |
| 8     | GER  | Michaela Gerg      | 1:09,83 min |
| -     | -    | -                  | -           |
| 13    | GER  | Karin Dedler       | 1:10,41 min |
| 18    | SUI  | Heidi Zurbriggen   | 1:10,75 min |
| 20    | GER  | Katja Seizinger    | 1:11,17 min |
| 24    | SUI  | Petra Bernet       | 1:11,38 min |

Titelverteidigerin: Ulrike Maier (AUT)

Datum: 29. Januar, 12:30 Uhr

Piste: „Schneekristall“

Länge: 1629 m, Höhenunterschied: 483 m

Tore: 34
Am Start waren 64 Läuferinnen, 56 von ihnen erreichten das Ziel.
Ausgeschieden u. a.: Katharina Gutensohn (GER), Barbara Sadleder (AUT)

### Riesenslalom
| Platz | Land | Sportlerin             | Zeit        |
| ----- | ---- | ---------------------- | ----------- |
| 1     | SWE  | Pernilla Wiberg        | 2:07,45 min |
| 2     | AUT  | Ulrike Maier           | 2:07,61 min |
| 3     | GER  | Traudl Hächer          | 2:08,03 min |
| 4     | YUG  | Veronika Šarec         | 2:08,29 min |
| 5     | USA  | Eva Twardokens         | 2:08,44 min |
| 6     | GER  | Angelika Hurler        | 2:08,61 min |
| 7     | SUI  | Vreni Schneider        | 2:08,70 min |
| 8     | AUT  | Ingrid Salvenmoser     | 2:09,30 min |
| -     | -    | -                      | -           |
| 11    | AUT  | Anita Wachter          | 2:09,49 min |
| 14    | GER  | Michaela Gerg          | 2:09,93 min |
| 15    | AUT  | Sylvia Eder            | 2:10,00 min |
| 22    | SUI  | Gabriela Zingre-Graf   | 2:12,44 min |
| 23    | SUI  | Christine von Grünigen | 2:12,45 min |

Titelverteidigerin: Vreni Schneider (SUI)

Datum: 2. Februar, 10:00 Uhr (1. Lauf), 13:00 (2. Lauf)

Länge: 1400 m, Höhenunterschied: 330 m

Tore: 46 (1. Lauf), 44 (2. Lauf)
Am Start waren 84 Läuferinnen, 67 von ihnen erreichten das Ziel.
Ausgeschieden u. a.: Swetlana Gladyschewa (URS), Zoë Haas (SUI), Christina Meier-Höck (GER), Kate Pace (CAN), Sabina Panzanini (ITA), Zali Steggall (AUS)

### Slalom
| Platz | Land | Sportler             | Zeit        |
| ----- | ---- | -------------------- | ----------- |
| 1     | SUI  | Vreni Schneider      | 1:25,90 min |
| 2     | YUG  | Nataša Bokal         | 1:26,06 min |
| 3     | AUT  | Ingrid Salvenmoser   | 1:26,56 min |
| 4     | FRA  | Florence Masnada     | 1:27,30 min |
| 5     | YUG  | Katjuša Pušnik       | 1:27,53 min |
| 6     | SWE  | Pernilla Wiberg      | 1:27,55 min |
| 7     | FRA  | Patricia Chauvet     | 1:27,60 min |
| 8     | USA  | Heidi Voelker        | 1:27,73 min |
|       | GER  | Angela Drexl         | 1:27,73 min |
|       | -    | -                    | -           |
| 12    | AUT  | Anita Wachter        | 1:28,12 min |
| 14    | GER  | Anette Gersch        | 1:29,10 min |
| 19    | SUI  | Gabriela Zingre-Graf | 1:30,64 min |

Titelverteidigerin: Mateja Svet (SLO bzw. YUG) (Karriere beendet)

Datum: 1. Februar, 10:00 Uhr (1. Lauf), 13:00 (2. Lauf)

Piste: „Vorderglemm/Spielberg“

Länge: 475 m, Höhenunterschied: 168 m

Tore: 46 (1. Lauf), 44 (2. Lauf)
Am Start waren 83 Läuferinnen, 43 von ihnen erreichten das Ziel.
Ausgeschieden u. a.: Karin Buder (AUT), Annelise Coberger (NZL), Blanca Fernández Ochoa (ESP), Christine von Grünigen (SUI), Christelle Guignard (FRA), Urška Hrovat (YUG), Emi Kawabata (JPN), Monika Maierhofer (AUT), Ylva Nowén (SWE), Kate Pace (CAN), Veronika Šarec (YUG), Warwara Selenskaja (URS), Eva Twardokens (USA)

### Kombination
| Platz | Land | Sportler           | Zeit A        | Zeit S        | Punkte |
| ----- | ---- | ------------------ | ------------- | ------------- | ------ |
| 1     | SUI  | Chantal Bournissen | 1:18,69 (3.)  | 1:26,08 (5.)  | 26,45  |
| 2     | AUT  | Ingrid Stöckl      | 1:19,31 (11.) | 1:25,91 (3.)  | 33,76  |
| 3     | SUI  | Vreni Schneider    | 1:21,31 (24.) | 1:23,14 (1.)  | 42,13  |
| 4     | GER  | Miriam Vogt        | 1:18,99 (9.)  | 1:28,16 (9.)  | 44,01  |
| 5     | GER  | Katja Seizinger    | 1:18,91 (7.)  | 1:28,63 (11.) | 48,54  |
| 6     | SUI  | Heidi Zurbriggen   | 1:19,64 (13.) | 1:28,15 (8.)  | 53,64  |
| 7     | CAN  | Michelle McKendry  | 1:19,92 (15.) | 1:29,24 (12.) | 61,91  |
| 8     | JPN  | Emi Kawabata       | 1:19,58 (12.) | 1:30,77 (15.) | 70,77  |
| 9     | SUI  | Gaby May           | 1:22,06 (26.) | 1:26,07 (4.)  | 73,48  |

Titelverteidigerin: Tamara McKinney (USA) (Karriere beendet)

Datum: 25. Januar, 11:00 Uhr (Abfahrt)
31. Januar, 10:00 Uhr / 13:00 Uhr (Slalom)
Abfahrtsstrecke: „Aster“

Streckenlänge: 2069 m, Höhenunterschied: 638 m

Tore: 29
Slalomstrecke: „Vorderglemm/Spielberg“

Höhenunterschied: 168 m

Tore: 51 (1. Lauf), 49 (2. Lauf)
Am Start waren 38 Läuferinnen, 22 klassierten sich.
Ausgeschieden u. a.: Michaela Gerg (GER), Sabine Ginther (AUT), Katharina Gutensohn (GER), Petra Kronberger (AUT), Kerrin Lee-Gartner (CAN), Florence Masnada (FRA), Anita Wachter (AUT)

## Medaillenspiegel
| Platz | Land        | Gold | Silber | Bronze | Gesamt |
| ----- | ----------- | ---- | ------ | ------ | ------ |
| 1     | Österreich  | 5    | 3      | 3      | 11     |
| 2     | Schweiz     | 3    | 1      | 2      | 6      |
| 3     | Schweden    | 1    | –      | 1      | 2      |
| 4     | Luxemburg   | 1    | –      | –      | 1      |
| 5     | Frankreich  | –    | 2      | 1      | 3      |
| 6     | Italien     | –    | 2      | –      | 2      |
| 7     | Norwegen    | –    | 1      | 1      | 2      |
| 8     | Jugoslawien | –    | 1      | –      | 1      |
| 9     | Deutschland | –    | –      | 1      | 1      |
|       | Sowjetunion | –    | –      | 1      | 1      |